# Leonard Henry Caleb Tippett
Leonard Henry Caleb Tippett (Londra, 8 maggio 1902 – Saint Austell, 9 novembre 1985) è stato uno statistico britannico.

## Biografia
Laureatosi agli inizi degli anni venti del XX secolo presso l'Imperial College, ha studiato per il suo MSc in statistica sotto il professore Karl Pearson al Laboratorio Galton, University College London e R. A. Fisher a Rothamsted.
Ha dedicato la sua intera carriera, dal 1925 al 1965, al Shirley Institute di Manchester, diventando nel 1952 uno dei primi direttori.
Fu pioniere, assieme a R. A. Fisher e Emil Gumbel della teoria dei valori estremi.
È morto nel 1985 all'età di 83 anni, investito da un furgone.
Porta il suo nome la distribuzione di Fisher-Tippet.
| Controllo di autorità | VIAF (EN) 27992010 · ISNI (EN) 0000 0001 1048 182X · LCCN (EN) n96005887 · GND (DE) 12395259X · J9U (EN, HE) 987007394301505171 · CONOR.SI (SL) 77012579 |